# Sybra nigroobliquelineata
Sybra nigroobliquelineata är en skalbaggsart som beskrevs av Stefan von Breuning 1943. Sybra nigroobliquelineata ingår i släktet Sybra och familjen långhorningar. Inga underarter finns listade i Catalogue of Life.